# Шентєрней (община)
Община Шентєрней (словен. Občina Semič) — одна з общин Словенії. Адміністративним центром є місто Шентєрней.
Завдяки сприятливим кліматичним умовам сільськогосподарською общиною. Широко відома своїми ярмарками, монастирем Шартрез, багатьма традиціями і ремеслами.

## Населення
У 2011 році в общині проживало 6863 осіб, 3435 чоловіків і 3428 жінок. Чисельність економічно активного населення (за місцем проживання), 2917 осіб. Середня щомісячна чиста заробітна плата одного працівника (EUR), 930,27 (в середньому по Словенії 987.39). Приблизно кожен другий житель у громаді має автомобіль (54 автомобілів на 100 жителів). Середній вік жителів склав 39,6 роки (в середньому по Словенії 41.8). 